# Stora Abborrvatten
Stora Abborrvatten är en sjö i Kungälvs kommun i Bohuslän och ingår i Göta älvs huvudavrinningsområde. Stora Abborrvatten ligger i Svartedalen Natura 2000-område. Sjön är 6,7 meter djup, har en yta på 0,022 kvadratkilometer och befinner sig 110 meter över havet.